# Анна Лі Мерріт
Анна Мессі Лі Мерріт (13 вересня 1844 — 7 квітня 1930) — американська художниця з Філадельфії, яка більшу частину свого життя жила і працювала у Великій Британії. Граверка і художниця портретів, пейзажів і релігійних сцен, мистецтво Мерріт зазнало впливу прерафаелітів. Мерріт була професійною художницею більшу частину свого дорослого життя, «жила своїм пензлем» до свого короткого шлюбу з Генрі Меррітом і після його смерті.

## Життєпис

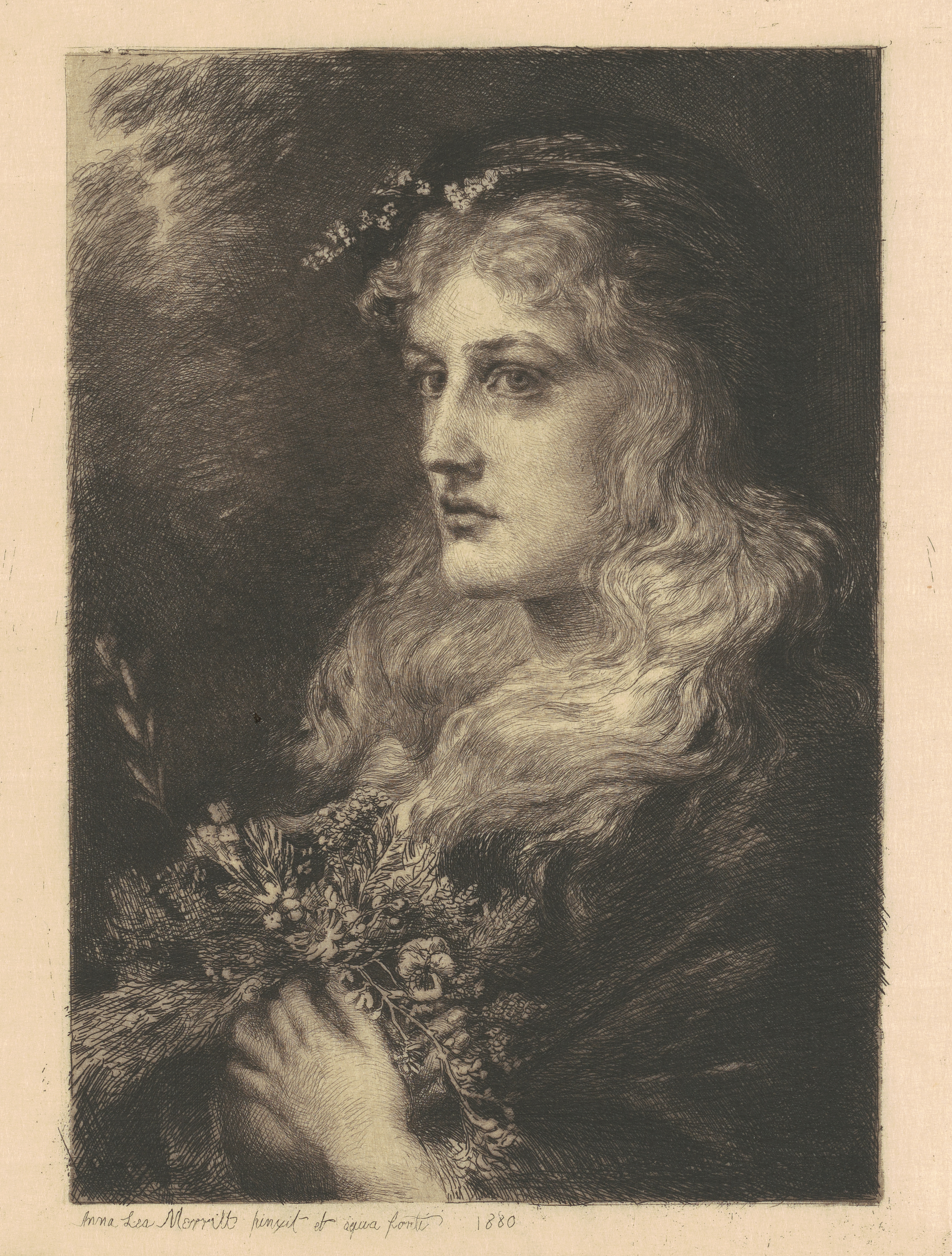
Офелія, 1880, Національна галерея мистецтв

Анна Мессі Лі народилася в 1844 році у Філадельфії, штат Пенсільванія, у сім'ї заможної пари квакерів Джозефа Лі та Сюзанни Мессі та була старшою з шести сестер. Вона вивчала анатомію в жіночому медичному коледжі Пенсільванії. У 1865 році сім'я переїхала до Європи, де вона брала уроки мистецтва у Стефано Уссі, Генріха Гофмана, Леона Коньє та Альфонса Легро. Вони переїхали до Лондона в 1870 році, щоб уникнути франко-прусської війни, а в 1871 році вона зустріла Генрі Мерріта (1822–1877), відомого мистецтвознавця і консерватора картин, який стане її вихователем, а потім і чоловіком. Вони одружилися 17 квітня 1877 року, але він помер 10 липня того ж року. Дітей у Мессі не було і більше вона не виходила заміж. 
Мерріт провела решту свого життя в Англії, хоча з частими поїздками до Сполучених Штатів, з виставками та нагородами в обох країнах, ставши знаменитою художницею. Вона виставляла свої роботи в Палаці образотворчих мистецтв і Жіночій будівлі на Всесвітній Колумбійській виставці 1893 року в Чикаго, штат Іллінойс.
У 1894 – 1895 роках вона розписала стіни церкви Святого Мартіна в селі Блекхіт, використовуючи нову техніку розпису по сухій штукатурці, використовуючи фарби на силіконовій основі, щоб протистояти впливу вологи. Картини зображують сцени з життя Христа. 
Анна померла в Англії 5 квітня 1930 року в Герстборн-Таррант, Гемпшир.

## Любов заблоковано

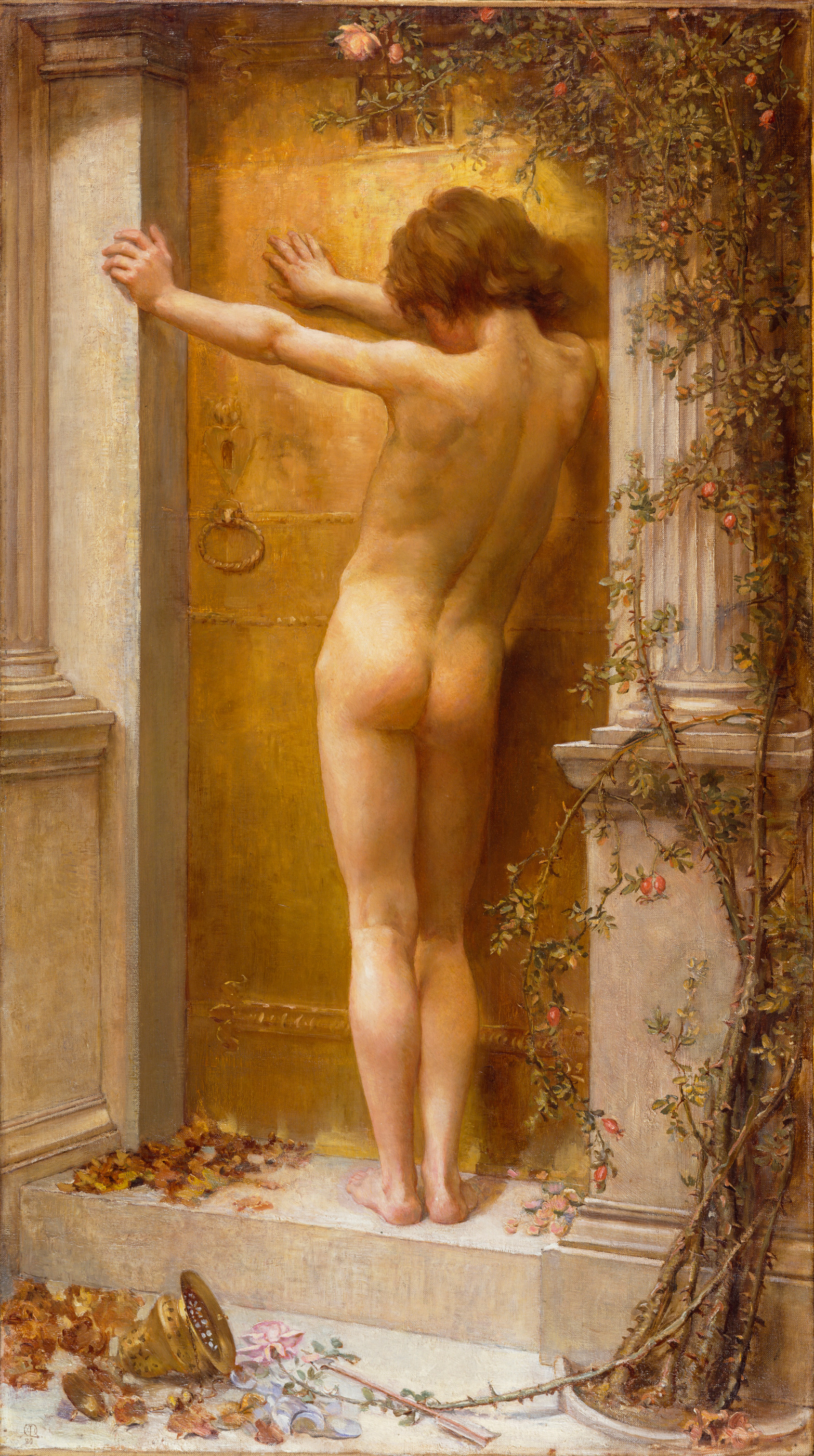
«Зачинена любов» (1890), найвідоміша картина Мерріт.

Свою найвідомішу роботу «Зачинена любов» Мерріт намалювала у 1890 році в пам’ять про свого чоловіка, який помер у 1877 році лише через три місяці після їхнього весілля. Вона сподівалася, що зображення Купідона, що стоїть перед замкненими дверима, буде виконано в бронзі як пам’ятник, але не могла собі цього дозволити. Спочатку Мерріт не дозволяла скопіювати картину, незважаючи на численні прохання, тому що вона боялася, що тема буде неправильно інтерпретована: «Я боялася, що вона сподобається людям як символ забороненого кохання, — писала вона у своїх мемуарах, — поки моя любов чекала двері смерті відчиняються і возз’єднання самотньої пари».  Хоча Мерріт вже була визнаною художницею, вона мала намір завершити свою професійну кар'єру після весілля, але повернулася до живопису після смерті чоловіка. Незважаючи на те, що вона була американкою, «Любов заблоковано» була виставлена в Королівській академії в 1890 році і стала першою картиною жінки-художниці, придбаної для британської національної колекції через Chantrey Bequest.

## Думки про жінок у мистецтві
У 1900 році Мерріт написала, що вона відчувала, що не зіткнулася з великою дискримінацією через свою стать, але відзначила соціальний тиск, який може перешкодити кар'єрі жінки-художниці, зробивши висновок:
Головна перешкода на шляху до успіху жінки полягає в тому, що вона ніколи не може мати дружину. Просто подумайте, що дружина робить для художника: штопає панчохи; тримає свій будинок; пише свої листи; відвідування на його користь; відлякує зловмисників; особисто нагадує красиві зображення; завжди підбадьорює і трохи критикує. Надзвичайно важко бути художником без цієї допомоги, яка економить час. Чоловік був би зовсім марним.

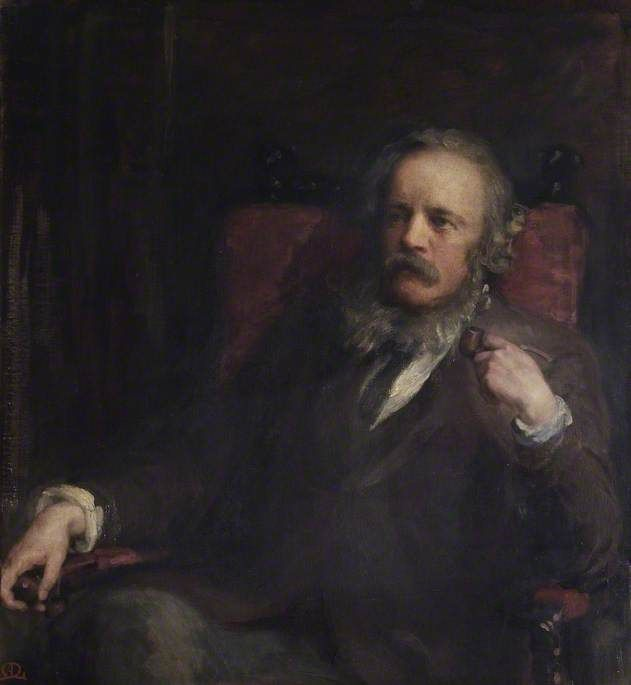
Портрет її чоловіка Генрі Мерріта, 1877 рік

Наприкінці ХІХ століття, коли приватні художні академії в Європі та Америці відкрили набір для студенток, дедалі більше жінок могли навчатися, щоб стати професійними художницями. Більшість художниць цієї епохи знайшли роботи в жанрах мистецтва, які сприймалися як менш престижні, наприклад, натюрморт і портрет. Мерріт створювала квіткові картини, відзначаючи квітково-жіночу символіку, яку використовували художники-чоловіки, такі як Чарльз Кортні Керран і Роберт Рід, вона сказала, що бачить «квіти як «великих леді», відзначаючи, що «вони — це млосність високого роду і спокій» втомленого неробства».
Мерріт перебувала під впливом прерафаелітів, створивши офорт Еллен Террі у ролі Офелії під впливом Шекспіра та інші роботи, які відображали стиль і дух групи.